# Angolees basketbalteam (mannen)
Het Angolees nationaal basketbalteam is een team van basketballers dat Angola vertegenwoordigt in internationale basketbalwedstrijden. Het team is de succesvolste deelnemer van de AfroBasket, met elf titels sinds 1989. Angola is een regelmatige deelnemer aan de Olympische Zomerspelen en het wereldkampioenschap basketbal.